# Guadalupe Victoria, Papantla
Guadalupe Victoria är en ort i Mexiko.   Den ligger i kommunen Papantla och delstaten Veracruz, i den sydöstra delen av landet, 200 km nordost om huvudstaden Mexico City. Guadalupe Victoria ligger 66 meter över havet och antalet invånare är 817.
Terrängen runt Guadalupe Victoria är huvudsakligen platt, men söderut är den kuperad. Runt Guadalupe Victoria är det ganska glesbefolkat, med 39 invånare per kvadratkilometer. Närmaste större samhälle är Agua Dulce, 14,0 km nordost om Guadalupe Victoria. Omgivningarna runt Guadalupe Victoria är en mosaik av jordbruksmark och naturlig växtlighet.